# Marboué
Marboué – miejscowość i gmina we Francji, w Regionie Centralnym, w departamencie Eure-et-Loir.
Według danych na rok 1990 gminę zamieszkiwały 1052 osoby, a gęstość zaludnienia wynosiła 40 osób/km² (wśród 1842 gmin Regionu Centralnego Marboué plasuje się na 373. miejscu pod względem liczby ludności, natomiast pod względem powierzchni na miejscu 447.).